# 一志東部農業協同組合
一志東部農業協同組合（いちしとうぶのうぎょうきょうどうくみあい、通称：JA一志東部）は、三重県松阪市（旧一志郡嬉野町）に本店を置いていた農業協同組合。
平成の大合併以前の嬉野町・三雲町（以上、現松阪市）・香良洲町（現津市香良洲町）を管轄域としていた。
2021年（令和3年）4月に三重中央農業協同組合及び松阪農業協同組合と合併してみえなか農協を設立させ、消滅した。

## 本支店
- 本店（松阪市嬉野権現前町464-5）
- 中川支店
- 三雲天白支店
- 香良洲支店

## 主な施設
- 三雲営農センター - グリーンセンター（生産資材）を併設。
- 香良洲営農センター
- 農機センター - 本店に併設。
- 葬祭センター - 本店に併設。
- しゃぼん玉 - コインランドリー。
- 給油所 閉鎖
- カントリーエレベーター
- ライスセンター
- 嬉野育苗センター
- 三雲育苗センター
- エーコープうれしの店